# جون إل. راند
جون إل. راند (بالإنجليزية: John L. Rand)‏ هو قاضي ومحامي وسياسي أمريكي، ولد في 28 أكتوبر 1861 في بورتسموث في الولايات المتحدة، وتوفي في 19 نوفمبر 1942. انتخب المدعي العام ‏ وانتخب عضو مجلس ولاية أوريغون.